# خروشچین
خروشچین (به لهستانی:  Chróścin) یک روستا در لهستان است که در گمینا بولسواویتس (استان ووتسکی) واقع شده‌است. خروشچین ۶۳۰ نفر جمعیت دارد.